# Kobaltin

A kobaltin egy szulfid ásvány, amely kobaltból, arzénből és kénből áll, képlete CoAsS. Legfeljebb 10% vasat és változó mennyiségű nikkelt tartalmaz.

## Összetétel
| Kobalt | 35,52% |
| Arzén  | 45,16% |
| Kén    | 19,33% |

## Képződés
Metamorf kőzetekben szulfidokkal, valamint hidrotermás telérekben.

## Előfordulása
Romániában Oravicán lelhető egy kevés, de Svédországban, Sziléziában és Norvégiában található meg a legnagyobb mennyiségben.

## Besorolási adatok
- Dana ID: 02.12.03.01
- Strunz ID: 01.EB.25